# Luděk Kubišta
Luděk Kubišta (* 18. srpna 1927, Dolní Dobrouč) byl český překladatel z ruštiny a němčiny a za pomoci jazykových odborníků z jihoslovanských jazyků, ukrajinštiny, arménštiny a vietnamštiny.

## Život
Po maturitě roku 1946 na reálném gymnáziu v České Třebové studoval slavistiku na Filozofické fakultě Univerzity Karlovy. Od roku 1954 do roku 1980 pracoval jako redaktor v nakladatelství Odeon v Praze.
Překládal především poezii (včetně veršů do řady prozaických děl a odborných studií), z menší části i prózu. Těžištěm jeho překladatelské práce byly především překlady z ruštiny.

## Překlady (výběr)

### Překlady z ruštiny
- 1951 – Georgij Sergejevič Čeremin: J. V. Stalin v sovětské krásné literatuře.
- 1951 – Slovo míru: výbor ze současné sovětské protiválečné poesie, spolupřekladatel.
- 1952 – Alexandr Nikolajevič Radiščev: Výbor z díla I.-II., společně s Natašou Musiolovou a Josefem Zumrem.
- 1955 – Alexandr Alexandrovič Blok: Z díla, společně s Jaroslavem Teichmanem a Bohumiem Mathesiem.
- 1956 – Alexandr Sergejevič Puškin: Lyrika I.-II., spolupřekladatel.
- 1962 – Andrej Andrejevič Vozněsenskij: Parabola, společně s Václavem Daňkem.
- 1973 – Semen Isaakovič Kirsanov: Pod jedním nebem, společně s Václavem Daňkem.
- 1976 – Viktor Alexandrovič Sosnora: Imaginární sova.
- 1978 – Kalinový keř: výbor z ruské lidové poezie, společně s Janou Štroblovou.
- 1979 – Boris Leonidovič Pasternak: Světlohra.
- 1980 – Zlato v azuru: lyrika ruského symbolismu, spolupřekladatel.
- 1981 – Leonid Nikolajevič Martynov: Hyperboly.
- 1985 – Alexandr Trifonovič Tvardovskij: Voják Ťorkin.
- 1985 – Ústa slunce: básníci ruského akméismu, spolupřekladatel.
- 1986 – Andrej Andrejevič Vozněsenskij: O, společně Janou Merlinovou.
- 1986 – Sergej Alexandrovič Jesenin: Anna Sněginová.
- 1986 – Alexandr Sergejevič Puškin: Boldinské podzimy, spolupřekladatel.
- 1988 – Boris Leonidovič Pasternak: Druhé zrození.
- 1990 – Alexandr Trifonovič Tvardovskij: Lyrické sloky, společně s Jaroslavem Kabíčkem a Petrem Kaškou.
- 1997 – Marina Cvětajevová: Vyznání na dálku, společně s Janou Štroblovou a Hanou Vrbovou.
- 2006 – Marina Cvětajevová: Umění a svědomí, společně s Janou Štroblovou.
- 2011 – Marina Cvětajevová: Živoucí o živých, společně s Janou Štroblovou a Jiřím Honzíkem.

### Překlady z ukrajinštiny
- 1956 – Ivan Franko: Poesie, spolupřekladatel.

### Překlady ze srbštiny
- 1962 – Stevan Raičković: Lidé se probouzejí beze zbraně, společně s Ludvíkem Kunderou.
- 1964 – Vasko Popa: Vrať mi moje hadříky.
- 1967 – Rade Drainac: Na prstech nesu měsíc.
- 1971 – Vasko Popa: Vedlejší nebe.
- 1990 – Co se szalo na Kosovu rovném, spolupřekladatel.
- 2008 – Vasko Popa: Vlčí stín, společně s Irenou Wenigovou.
- 2011 – Aleksa Šantić Svůj osud známe, společně s Irenou Wenigovou.

### Překlady ze chorvatštiny
- 1965 – Ivan Goran Kovačić: Jáma.
- 1980 – Mak Dizdar: Zápis o člověku, společně s Irenou Wenigovou.

### Překlady ze slovinštiny
- 1962 – Oton Župančič: Úsvity a bouře, spolupřekladatel.

### Překlady z arménštiny
- 1987 – Tumanjan Hovhannes: Zní šalmaj z hor.
- 1988 – Davojan Ṙazmik: Pergamenová hora.

### Překlady z němčiny
- 1963 – Friedrich Schiller: Balady, obsaženo ve třetím svazku Spisů Friedricha Schillera
- 1998 – Hermann Hesse: Putování, společně s Radovanem Charvátem.
- 1998 – Hermann Hesse: František z Assisi.
- 2000 – Hermann Hesse: Napříč Itálií.
- 2001 – Hermann Hesse: Tessin.
- 2002 – Friedrich Dürrenmatt: Řek hledá Řekyni
- 2003 – Peter Altenberg: Noční život ve Vídni.
- 2004 – Peter Altenberg: Vídeňské historky.

### Překlady z vietnamštiny
- 1980 – Tvé srdce bdí a bije: výbor z vietnamské moderní poezie, společně s Ivou Klinderovou-Zbořilovou.